# Prazna množica
Prázna mnóžica je v matematiki množica, ki nima elementov, drugače je neprázna mnóžica.

## Zapis
Običajen zapis prazne množice z znaki {\displaystyle \varnothing }, {\displaystyle \emptyset } ali ∅, je uvedel Bourbaki. Označijo jo tudi z {\displaystyle \{\}}, včasih pa kar s črko Ø iz danske ali norveške abecede, ali pa jo zamenjujejo z grško črko φ.

## Značilnosti
- Za vsako množico A je prazna množica podmnožica A:
{\displaystyle \forall A:{\{\}\subseteq A}}
- Za vsako množico A, je unija A in prazne množice množica A:
{\displaystyle \forall A:{A\cup \{\}=A}}
- Za vsako množico A, je presek A in prazne množice prazna množica:
{\displaystyle \forall A:{A\cap \{\}=\{\}}}
- Za vsako množico A, je kartezični produkt A in prazne množice prazen:
{\displaystyle \forall A:{A\times \{\}=\{\}}}
- Kardinalno število prazne množice je enako nič. Prazna množica je posebej končna množica:
{\displaystyle |\{\}|=0}

V teoriji množic sta dve množici enaki, če imata iste elemente. Tako obstaja le ena množica brez elementov.
Prazna množica je zaprta in hkrati odprta. Mejne točke, ki so prazne so v prazni množici in je tako množica zaprta, medtem ko so notranje točke, ki so spet prazne, podmnožice prazne množice, tako da je množica odprta. Še več, prazna množica je kompaktna množica zaradi dejstva, da je vsaka končna množica kompaktna.